# Ameringkogel
Ameringkogel – szczyt w paśmie Packalpe, części Alp Noryckich w Alpach Wschodnich. Leży w Austrii, w Styrii. Jest to najwyższy szczyt Packalpe.